# Gricha
Gricha est une nouvelle d’Anton Tchekhov.

## Historique
Gricha est initialement publiée dans la revue russe Les Éclats, numéro 14, du 5 avril 1886, et signée A.Tchékhonté.
C'est une des rares nouvelles pour enfants de l'auteur. 

## Résumé
Le monde de Gricha, petit garçon de deux ans et huit mois, à travers ses yeux : sa chambre, le coin de la bonne, sa maman qui l’aide à manger et à l’habiller, son papa dont il n’a pas compris l’utilité.
Aujourd’hui, c’est sa première sortie en ville : le soleil qui brille, les gens qu’ils croisent, ce petit bout qui brille par terre, puis la promenade avec la bonne, le monsieur qui emmène la bonne et lui dans un appartement, le monsieur qui embrasse la bonne, le retour à la maison. Dans son lit, le soir, il se rappelle tout ce qu’il a vu aujourd’hui. Il s’excite, et sa mère lui donne de l’huile de ricin, pensant qu’il a trop mangé.  

## Édition française
- Gricha, traduit par Madeleine Durand et Édouard Parayre, révision de Lily Dennis, Bibliothèque de la Pléiade, éditions Gallimard, 1967  (ISBN 978 2 07 0105 49 6).